# Henri Alekan
Heri Alekan (Párizs, 1909. február 10. – Auxerre, Yonne, 2001. június 15.) francia operatőr.

## Életpályája
Tisztviselőként egy irodában dolgozott; 1925-től működött a filmszakmában. Georges Périnal asszisztense, majd a második világháború idején az ellenállási mozgalom filmcsoportjának tagja volt. Pályája során 1941-től nagynevű művészekkel – többek közt René Clément-nal, William Wylerrel, Jean Cocteau-val, Abel Gance-szel – működött együtt. Egyik leglátványosabb munkája a monumentális Napóleon Austerlitznél (1960) című filmje volt.
2001. június 15-én hunyt el leukémiában.

## Filmjei

### Operatőrként
- Miénk az élet (1936)
- A menekülő asszony (1940)
- Egy asszony az éjszakában (1942)
- Harc a sínekért (1946)
- A szépség és a szörnyeteg (1946)
- Az elátkozott hajó (1947)
- Anna Karenina (1948)
- Veronai szeretők (1949)
- Szép kis fürdőhely (1949)
- A kikötő Máriája (1950)
- Párizs az Párizs (1951)
- Tiltott szerelem (1952)
- Római vakáció (1953)
- Margit királyné (1954)
- A hősök elfáradtak (1955)
- Tájfun Nagaszaki felett (1957)
- A papírsárkány (1958)
- Napóleon Austerlitznél (1960)
- Kés a sebben (1962)
- Messze a határ (1963)
- A Topkapi kincse (1964)
- Lady I. (1965)
- A mák virága is virág (1966)
- Keresztül-kasul (1966)
- Mayerling (1968)
- Pascal karácsonyfája (1969)
- Figurák a tájban (1970)
- Vörös nap (1971)
- Hármas fogat (1975)
- A dolgok állása (1982)
- A pisztráng (1982)
- A szép fogolynő (1983)
- Az üldözött és a vak (1983)
- Berlin felett az ég (1987)

### Színészként
- Távol és mégis közel (1993)

## Díjai
- César-díj a legjobb operatőrnek (1983) A pisztráng
- Los Angeles-i filmkritikusok díja (1988) Berlin felett az ég
- New York-i filmkritikusok díja (1988) Berlin felett az ég